# Helen Porter
Helen Kemp Porter (10 novembre 1899 – 7 décembre 1987) est une botaniste britannique. Elle est membre de la Royal Society et la première femme professeur à l'Imperial College London. Elle est l'un des premiers scientifiques britanniques à utiliser les technologies innovantes pour son époque tels que la chromatographie et les traceurs radioactifs.

## Jeunesse et formation
Helen Porter naît Helen Kemp Archbold le 10 novembre 1899 à Farnham. Elle est la deuxième fille de George Kemp Archbold, un directeur d'école, et de Caroline Emily Broughton Whitehead, une chanteuse belge. La famille déménage à Bristol alors qu'elle a deux ans. Elle est éduquée à la maison dans un environnement conservateur victorien où elle apprend à lire et écrire en anglais et en français. Mais la Première Guerre mondiale sépare la famille : sa mère part travailler à Londres pour les cantines nationales gouvernementales, son père part dans le Yorkshire pour diriger une autre école et les enfants demeurent à Bristol pour continuer leur scolarité à la Clifton High School for Girls. Helen entre au Bedford College, une université pour femmes rattachée à l'Université de Londres, où elle obtient un diplôme en chimie et physique avec félicitations. Elle obtient un doctorat de l'Université de Londres en 1932. Pour renforcer ses connaissances en biologie et chimie, elle suit les cours du Birkbeck College et du Chelsea Polytechnical College.

## Carrière
Helen Porter poursuit des études post-grades au College Imperial de Londres, travaillant sur des dérivés de barbituriques dans le laboratoire de chimie organique du professeur Thorp dirigé par Dr. Martha Whiteley. En 1922, elle rejoint un groupe de recherches de l'Université de Cambridge pour étudier la détérioration des pommes dans les entrepôts frigorifiques, un problème pour les importateurs de fruits. L'équipe examine la respiration cellulaire des fruits et analyse leurs composés organiques, en particulier leurs sucres, acides organiques, amidons, hémicelluloses et pectines. En 1931, ils avaient réussi à comprendre les réactions chimiques dans les pommes stockées, mais n'avaient pas encore déterminé leur cause avant que les fonds soient coupés et l'étude arrêtée.
Porter est recrutée comme conférencière invitée en biochimie au Swanley Horticultural College et travaille parallèlement au Research Institute of Plant Physiology. Ses recherches comprennent le métabolisme des glucides dans les monocotylédones, en particulier l'orge, et sa relation avec la nutrition minérale de la plante. Elle étudie l'emplacement de la synthèse des amidons trouvés dans le grain lui-même et démystifie l'opinion populaire selon laquelle les glucides sont synthétisés et stockés dans la tige de la plante, puis transportés vers le grain, où ils sont convertis en amidon. Au lieu de cela, Porter et son groupe de recherche découvre que les glucides contenus dans la tige de la plante sont utilisés pour l'énergie à la fin de son cycle de vie; l'amidon est en fait synthétisé directement dans le grain. Elle épouse William George Porter, un médecin, en 1937, qui meurt quelques années après leur mariage, durant les années 1940.
Au début de la Seconde Guerre mondiale, Porter travaille pour les laboratoires Rothamstead puis, en 1947, elle passe une année à St. Louis (États-Unis) dans le laboratoire des biologistes prix Nobel Carl Ferdinand Cori et Gerty Cori. Elle y étudie le rôle des enzymes dans la synthèse et la décomposition de l'amidon et la manière de les utiliser dans des expériences sur le métabolisme du glycogène. Elle analyse la dégradation de l'amidon en 1948 et 1949 après son retour à Londres. Cette année-là, elle passe six mois à l'Université de Bangor, où elle découvre que l'enzyme amidon phosphorylase est présent dans l'orge.
En 1953, Porter dirige son propre groupe de recherches grâce à une subvention de la Fondation Nuffield. Elle utilise des techniques innovantes à l'époque comme la chromatographie et les traceurs radioactifs. Elle synthétise des amidons radioactifs et du glucose et les utilisent dans des expériences pour analyser le mouvement des métabolites photosynthétiques et le processus de formation de l'amidon et du fructosane sur des plants de tabac. Les nouvelles techniques, combinées à l'autoradiographie, lui permettent d'étudier ces processus dans des cellules et des tissus vivants.
En 1956, principalement en raison de cette recherche, elle est élue Membre de la Royal Society. L'année suivante, elle est promue au poste de directeur scientifique principal de l'Institut de physiologie végétale et nommée directeur de thèse d'enzymologie au département de botanique. En 1959, elle devient chef du département de physiologie végétale de l'Imperial College et la première femme professeur du collège.
En raison de ses qualifications en biochimie, Porter est élue au Comité de la Société de biochimie en 1962. Elle se remarie avec Arthur St George Huggett, un professeur de physiologie, qui meurt en 1968.
Elle prend sa retraite de son poste de chef de département en 1964.
Elle est nommée membre honoraire de l'Agricultural Research Council Society et présidente de la Société de biochimie. En 1966 elle est nommée membre de l'Imperial College of Science and Technology. En 1972, elle est conseillère du secrétaire du Conseil de la recherche agricole.
Elle meurt le 7 décembre 1987 à 88 ans.

## Reconnaissance
Porter est élue Membre de la Royal Society de Londres en 1956, Membre de la Royal Society d'Edimbourg et membre honoraire de l'Agricultural Research Council Society en 1964.
En 2015, le supercomputer de l'Imperial College est baptisé "Helen" en son honneur et, en 2020, la résidence universitaire porte son nom.

## Publications
Au cours de sa longue carrière, Porter a rédigé ou co-écrit 39 articles dans diverses revues, dont :
- G. A. Maclachlan et Helen Kemp Porter, Replacement of oxidation by light as the energy source for glucose metabolism in tobacco leaf, 1959, Royal Society[9]
- Helen Kemp Porter, The biological action of growth substances, 1957, Cambridge University Press, London[10].